# Vital'O FC
Vital'O FC là một câu lạc bộ bóng đá đến từ Bujumbura, Burundi.
Đội bóng được thành lập với tên gọi Rwanda Sport FC vào thập niên 1960, đổi tên thành ALTECO năm 1971, thành Tout Puissant Bata năm 1973, sau đó hợp nhất với Rapid để thành đội Espoir và cuối cùng có tên là Vital'O khoảng năm 1975.

## Danh hiệu
- Giải bóng đá ngoại hạng Burundi: 20

1971, 1979, 1980, 1981, 1983, 1984, 1986, 1990, 1994, 1996, 1998, 1999, 2000, 2006, 2007, 2009, 2010, 2011–12, 2014–15, 2015–16
- Cúp bóng đá Burundi: 13

1982, 1985, 1986, 1988, 1989, 1991, 1993, 1994, 1995, 1996, 1997, 1999, 2014–15
- Vào chung kết Cúp các câu lạc bộ đoạt cúp bóng đá quốc gia châu Phi năm 1992 (bị đánh bại bởi Africa Sports của Bờ Biển Ngà)
- Cúp liên câu lạc bộ Kagame: 3 lần tham gia

2013 – Vô địch

## Thành tích ở các giải đấu CAF
- Giải bóng đá vô địch các câu lạc bộ châu Phi: 8 lần tham gia

| 1999 – Vòng Hai 2000 – Vòng Hai 2001 – Vòng Một | 2007 – Vòng Sơ loại 2008 – Vòng Sơ loại 2010 – Vòng Sơ loại | 2011 – Vòng Sơ loại 2013 – |

- Cúp bóng đá Liên đoàn CAF: 1 lần tham gia

2009 – Vòng Sơ loại
- Cúp các câu lạc bộ vô địch châu Phi: 5 lần tham gia

| 1982 – Vòng Một 1984 – Vòng Một | 1985 – Tứ kết 1991 – Vòng Hai | 1993 – Vòng Một |

- Cúp CAF: 1 lần tham gia

1996 – Vòng Sơ loại
- Cúp các câu lạc bộ đoạt cúp bóng đá quốc gia châu Phi: 9 lần tham gia

| 1983 – Vòng Một 1986 – Vòng Một 1983 – Tứ kết | 1989 – Vòng Một 1990 – Tứ kết 1992 – Chung kết | 1995 – Vòng Hai 1996 – Vòng Một 1998 – bỏ cuộc Vòng Một |

## Đội hình hiện tại
Ghi chú: Quốc kỳ chỉ đội tuyển quốc gia được xác định rõ trong điều lệ tư cách FIFA. Các cầu thủ có thể giữ hơn một quốc tịch ngoài FIFA.
| Số | VT | Quốc gia | Cầu thủ              |
| -- | -- | -------- | -------------------- |
| —  | TM | Burundi  | Belinda Hakizimana   |
| —  | TM | Burundi  | Saidi Tama Nduwimana |
| —  | TM | Burundi  | Jeff Nzokira         |

| Số | VT | Quốc gia | Cầu thủ               |
| -- | -- | -------- | --------------------- |
| —  | HV | Burundi  | Cadeaux Nkundwanabaké |
| —  | HV | Burundi  | Jaffar Jumapili       |